# Campeonato Mundial de Judô Feminino de 1986
O Campeonato Mundial de Judô de 1986 foi a 4° e ultima edição feminino do Campeonato Mundial de Judô, realizada em Maastricht, Países Baixos, em 24 a 26 de outubro de 1986. As competições masculina e feminina foram fundidos e realizada no mesmo local a partir de 1987.

## Medalhistas

### Homens
| Evento | Ouro             | Prata              | Bronze                          |
| ------ | ---------------- | ------------------ | ------------------------------- |
| -48 kg | Karen Briggs     | Fumiko Ezaki       | Fabienne Boffin Li Zhongyun     |
| -52 kg | Dominique Brun   | Kaori Yamaguchi    | Ock Kyoung-Sook Sharon Rendle   |
| -56 kg | Ann Hughes       | Maria Gontowicz    | Chita Gross Béatrice Rodriguez  |
| -61 kg | Diane Bell       | Céline Géraud      | Rioko Fujimoto Donna Guy        |
| -66 kg | Brigitte Deydier | Elisabeth Karlsson | Alexandra Schreiber Anita Staps |
| -72 kg | Irene de Kok     | Ingrid Berghmans   | Barbara Classen Liu Aixiang     |
| +72 kg | Gao Fenglian     | Marjolein van Unen | Usabelle Paque Nilmaris Santini |
| Aberto | Ingrid Berghmans | Li Jinlin          | Karin Kutz Laetitia Meignan     |

### Quadro de Medalhas
| Ordem | País          | Medalha de ouro | Medalha de prata | Medalha de bronze | Total |
| ----- | ------------- | --------------- | ---------------- | ----------------- | ----- |
| 1     | Grã-Bretanha  | 3               | 0                | 1                 | 4     |
| 2     | França        | 2               | 1                | 4                 | 7     |
| 3     | China         | 1               | 1                | 2                 | 4     |
| 3     | Países Baixos | 1               | 1                | 2                 | 4     |
| 5     | Bélgica       | 1               | 1                | 0                 | 2     |
| 6     | Japão         | 0               | 2                | 1                 | 3     |
| 7     | Polónia       | 0               | 1                | 0                 | 1     |
| 7     | Suécia        | 0               | 1                | 0                 | 1     |
| 9     | Alemanha      | 0               | 0                | 3                 | 3     |
| 10    | Coreia do Sul | 0               | 0                | 1                 | 1     |
| 10    | Nova Zelândia | 0               | 0                | 1                 | 1     |
| 10    | Porto Rico    | 0               | 0                | 1                 | 1     |